# Cerro El Escorpión
El cerro El Escorpión es una montaña en los municipios de Santa Catarina, Nuevo León y Ramos Arizpe y Arteaga, Coahuila; México. La cima está a 3142 metros sobre el nivel del mar, la cresta principal tiene aproximadamente 31 kilómetros de longitud, está rodeado por sierra Agua del Toro, sierra de San Cristóbal, sierra El Tarillal, sierra El Caballo y sierra de Las Bayas; las crestas sirven de límite entre los dos estados en un tramo de aproximadamente 17 kilómetros, formando una incisión del estado de Coahuila en el territorio de Nuevo León; el área de esta incisión se conoce como “El Monal”. El cerro El Escorpión ha sufrido varios incendios que han afectado significativamente su flora y fauna. La ruta para ascender a la cima comienza en el poblado de Llanitos.

## Clima
La temperatura media anual es de 15 °C, el mes más caluroso es junio con temperatura promedio de 20 °C, y el más frío es enero con 8 °C. La precipitación media anual es de 911 milímetros, el mes más húmedo es septiembre con promedio de 266 mm de precipitación y el más seco es enero con 25 mm de precipitación.